# أندري سيغبورسون
أندري سيغبورسون هو لاعب كرة قدم آيسلندي في مركز الهجوم، ولد في 25 مارس 1977 في ريكيافيك في آيسلندا. شارك مع منتخب آيسلندا تحت 17 سنة لكرة القدم ومنتخب آيسلندا تحت 19 سنة لكرة القدم ومنتخب آيسلندا تحت 21 سنة لكرة القدم ومنتخب آيسلندا لكرة القدم. أما مع النوادي، فقد لعب مع بايرن ميونخ 2 وناتدبيرنوفيلاغ ريكيافيكور ونادي أوستريا سالزبورغ ونادي مولده.

## وصلات خارجية
- أندري سيغبورسون على موقع الاتحاد الدولي (مؤرشف)  (الإنجليزية)
- أندري سيغبورسون على موقع قاعدة بيانات كرة القدم.إي يو (الإنجليزية)
- أندري سيغبورسون على موقع بيانات كرة القدم. دي إي (الألمانية)
- أندري سيغبورسون على موقع ناشيونال فوتبول تيمز (الإنجليزية)
- أندري سيغبورسون على موقع عالم كرة القدم.نت (الإنجليزية)